# Hallonympha
Hallonympha is een geslacht van vlinders uit de familie van de prachtvlinders (Riodinidae), onderfamilie Riodininae.
Hallonympha werd in 2006 voor het eerst wetenschappelijk beschreven door Penz & DeVries.

## Soorten
Hallonympha omvat de volgende soorten:
- Hallonympha eudocia (Godman & Salvin, 1897)
- Hallonympha paucipuncta (Spitz, 1930)